# Кіндрачук Остап Юрійович
Остап Юрійович Кіндрачук (13 листопада 1937, с. Котиківка, нині Городенківський район Івано-Франківська область — 10 грудня 2024) — український кобзар, бандурист.

## Життєпис
Дитинство провів у Карпатах, відвідував географічний гурток і ходив на екскурсії у гори. Випадково знайшовши багатотомник польською мовою про пригоди Тарзана, вивчив польську мову.
1955-го Остап поїхав до Казахстану «піднімати цілину», працював на тракторі. 1956 року під час поїздки до Іртишу за дровами, трактор зламався в степу за 20 км від житла і Остап сильно обморозив руку, після чого ледь не втратив її.
Після цього поїхав до Ялти на лікування і залишився там жити. Працював моряком у місцевому порту, згодом вступив до Батумського морехідного училища на штурманське відділення. Згодом став капітаном, його судно перевозило пасажирів у напрямках Ялта—Сочі та Ялта—Одеса.
Всього в море Остап ходив 35 років.

### Творчість
Почав грати на бандурі 1964 року. При клубові медичних працівників у Ялті було засновано капелу бандуристів. Її керівник, Олексій Нирко, брав туди всіх охочих, єдиним правилом було спілкування українською мовою.
Із 1962 року навчався в Олексія Федоровича Нирка, з яким наприкінці 1980-х створив у Ялті товариство української мови ім. Амвросія Метлинського, пізніше реорганізоване в Ялтинське міське товариство «Просвіта» ім. Шевченка.
До 1985 року — соліст Кримської народної капели бандуристів ім. Степана Руданського.
Працював у ялтинському морському порту, був капітаном «Комети» на маршрутах Ялта-Одеса та Ялта-Сочі. 1993 року, втративши роботу, почав грати на вулиці.

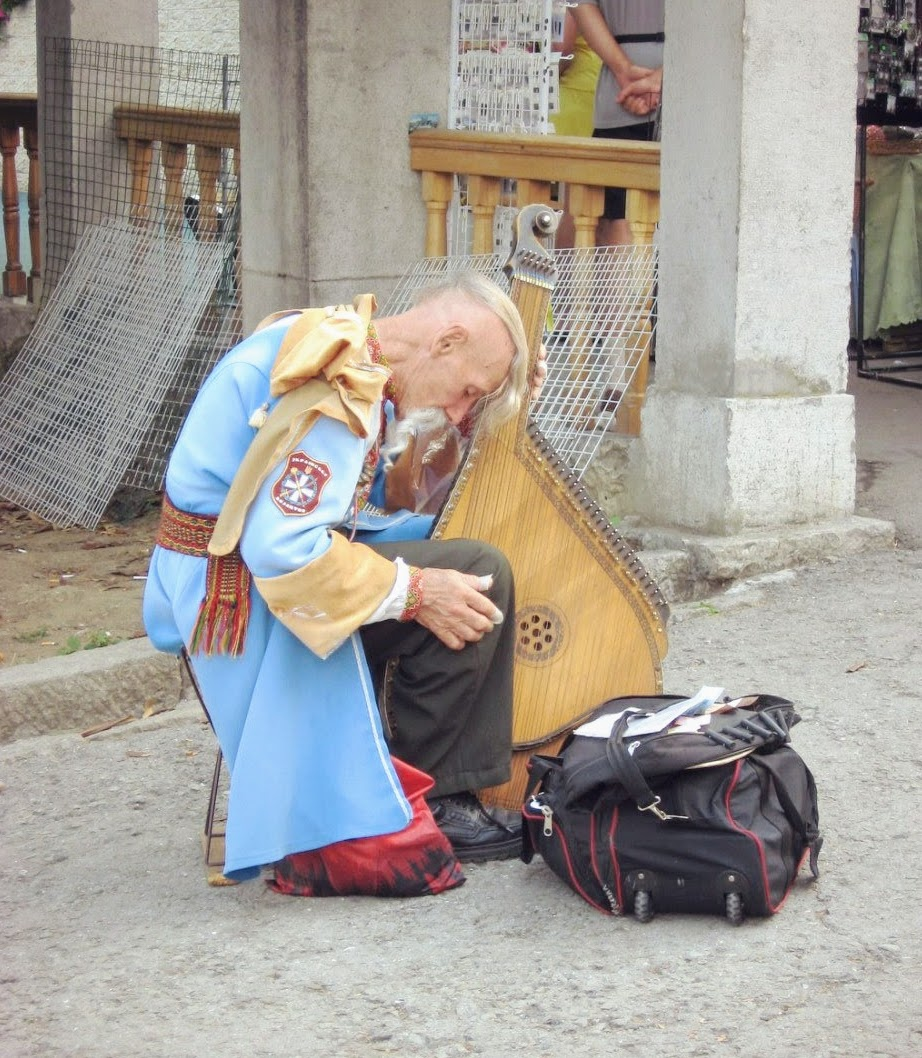
Кобзар грає поблизу Лівадійського палацу у Ялті (2012)

Збирач книг про козацтво та історію України, дослідник кобзарства в Україні, Криму та на Кубані. Колекціонує козацьку зброю.[джерело?]
Остап Кіндрачук записаний до реєстру «Таврійсько-Запорізького козацтва» у Криму, що намагається позитивно впливати на молоде покоління: у школах займається патріотичним вихованням, розказує про цікаву козацьку історію.[джерело?]
У репертуарі пан Кіндрачук має народні думи, історичні та народні пісні, пісні про сьогодення. Свої пісні кобзар впорядкував у хронологічному порядку — історія України в піснях від Київської Русі до сьогодення.[джерело?]
Виконує окремі пісні польською, німецькою, татарською, молдовською та іншими мовами. Учасник міжнародних фестивалів у Польщі, Німеччині, Чехії.
В Україні грає в Києві, Ялті, Одесі, Львові та інших містах.
Записав у Польщі на студії два аудіоальбоми, деякі пісні з яких увійшли в аудіоальбом «Остап Кіндрачук. Козак — бандурист», який сам і поширює.[джерело?]
Остап Кіндрачук знявся у телефільмі Олега Бійми «Кобзарські шляхи» (1988, Укртелефільм) і серіалі «Роксолана» (1996, Укртелефільм).

### Громадська діяльність
Завдяки участі Остапа було відкрито Музей Лесі Українки в Ялті. Пан Кіндрачук допомагав поповнювати фонди музею документами та матеріалами з власної колекції. Учитель Недільної школи українознавства при Музеї Лесі Українки в Ялті.
Пан Кіндрачук сприяв спорудженню пам'ятнику і меморіальної дошки на будинку Лесі Українці в Ялті, де 1897 року вона проживала, займається збором експонатів.
Довго добивався права для своїх дітей навчатись українською мовою. На листи із проханнями Міністерство освіти пропонувало звернутись до місцевої влади Сімферополя. У Сімферополі відповідали відмовою.

Після російської окупації Криму залишився жити в Криму із сім'єю, саму окупацію коментував так:
(Моя сім'я до неї ставиться) як кожна нормальна людина, коли сьогодні сонячний день, а завтра злива, грім гримить, блискавки. Змініти це неможливо.

## Сім'я
Виховував двох синів, доньку та десять внуків, чотирьох правнуків.